# Filmåret 1923

## Årets filmer

### A - G
- Andersson, Pettersson och Lundström
- Anderssonskans Kalle på nya upptåg
- Anna-Clara och hennes bröder
- Boman på utställningen
- Den okända kvinnan
- Den tysta lögnen
- Där norrskenet flammar
- Eld ombord
- En kvinna i Paris
- En oskyldig bedragerska
- En rackarunge
- Friaren från landsvägen
- Fröken Fob
- Gamla gatans karneval
- Glödande sand
- Gunnar Hedes saga
- Göteborgsutställningen utan och innan

### H - N
- Hemslavinnor
- Hårda viljor
- Hälsingar
- I fjällfolkets land
- Janne Modig
- Johan
- Johan Ulfstjerna
- Karusellen
- Mellan tvenne eldar
- Mälarpirater
- Människa för en dag
- Norrtullsligan[1]
- Närkingarna

### O - U
- Ringaren i Notre Dame
- Sagan om de sista örnarna
- Sir Everards dubbelgångare
- Upp genom luften

### V - Ö
- Vita systern
- Örnkvinnan

## Födda
- 1 januari – Kenne Fant, svensk skådespelare, regissör och författare.
- 9 januari – Gaby Stenberg, svensk skådespelare (Beatrice i TV-såpan Rederiet).
- 30 januari
  - Tosse Bark, svensk kompositör, musiker, sångare och skådespelare.
  - Leonid Gajdaj, rysk regissör och manusförfattare.
- 6 februari – Tulli Sjöblom, svensk skådespelare.
- 18 februari – Gunnar Höglund, svensk barnskådespelare, manusförfattare, producent och regissör.
- 28 februari
  - Anders Andelius, svensk skådespelare.
  - Charles Durning, amerikansk skådespelare.
- 2 mars – Viveca Serlachius, svensk skådespelare.
- 19 mars – Marianne Karlbeck, svensk skådespelare.
- 22 mars – Marcel Marceau, fransk mimskådespelare.
- 1 april – Ingrid Östergren, svensk skådespelare.
- 12 april – Ann Miller, amerikansk skådespelare, sångerska och dansare.
- 13 april – Barbro Nordin, svensk skådespelare.
- 25 april – Anita Björk, svensk skådespelare.
- 20 maj – Ingvar Kjellson, svensk skådespelare.
- 26 maj – James Arness, amerikansk skådespelare.
- 1 juni – Else-Marie Brandt, svensk skådespelare.
- 2 juni – Margot Trooger, tysk skådespelare.
- 4 juni – Gregor Dahlman, svensk skådespelare.
- 13 juni – Christian Bratt, svensk skådespelare och sångare.
- 15 juni
  - Erland Josephson, svensk skådespelare, regissör och författare.
  - Hans Lagerkvist, svensk regissör, producent, och skådespelare.
- 8 juli – Bibi Lindkvist, svensk skådespelare, regiassistent och ljudtekniker.
- 13 juli – Alexandre Astruc, fransk regissör och kritiker
- 25 juli – Estelle Getty, amerikansk skådespelare.
- 26 juli – Curt Broberg, svensk skådespelare och teaterregissör.
- 3 augusti – Jean Hagen, amerikansk skådespelare.
- 15 augusti – Bengt Blomgren, svensk skådespelare, manusförfattare och regissör.
- 29 augusti – Richard Attenborough, brittisk skådespelare, regissör och producent.
- 31 augusti
  - Rolf Bolin, svensk regissör, manusförfattare, klippare och sångtextförfattare.
  - Lars-Owe Carlberg, svensk inspelningsledare, produktionsledare och producent.
- 7 september
  - Stig Ossian Ericson, svensk skådespelare och författare.
  - Peter Lawford, brittisk-amerikansk skådespelare.
- 18 september – Betty Bjurström, svensk varietédansös och skådespelare.
- 3 oktober – Inger Jacobsen, norsk skådespelare och sångerska.
- 5 oktober
  - Claes Esphagen, svensk skådespelare.
  - Glynis Johns, brittisk skådespelare.
- 7 oktober – Sonja Kolthoff, svensk skådespelare.
- 2 november – Rune Ottoson, svensk skådespelare.
- 7 november – Tjadden Hällström, skådespelare, revyförfattare och komiker.
- 22 november – Ragnvi Lindbladh, svensk skådespelare.
- 24 november – Ingemar Pallin, svensk sångare, skådespelare och radioman.
- 13 december – Gunnar Lundin, svensk skådespelare, inspicient och produktionsledare.
- 18 december
  - Rut Cronström, svensk skådespelare.
  - Palle Granditsky, svensk skådespelare, regissör och teaterchef.

## Avlidna
- 26 mars – Sarah Bernhardt, 78, fransk skådespelare.
- 21 maj – Charles Kent, 70, amerikansk skådespelare.
- 3 september – Frans Enwall, 64, svensk skådespelare.

### Fotnoter
1. ↑  IMDb, läst 29 februari 2012